# Argidia hypoxantha
Argidia hypoxantha là một loài bướm đêm trong họ Noctuidae.